# Battle Room
Battle Room var ett TV-program och onlinespel till PC-datorer som sändes i Kanal Lokal under år 2006. Programledare var Christer Engström som numera leder Gameplay, även det ett program om spel producerat av Xover TV.